# Livingston (Montana)
Livingston je město v okrese Park County ve státě Montana, USA. Populace při sčítání lidu v roce 2000 činila 6851 obyvatel. Livingston je okresním městem. Nachází se v jihozápadní Montaně, na řece Yellowstone River, severně od Yellowstonského národního parku.

## Geografie

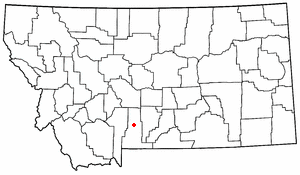
Poloha Livingstonu v Montaně

Livingston se nachází na zeměpisných souřadnicích 45°39′32″ s. š., 110°33′49″ z. d. (45,658840; -110,563718) v nadmořské výšce 4530 stop (1380 metrů).
Podle agentury United States Census Bureau má město celkovou rozlohu 6,8 km² (2,6 čtverečních mil). 6,8 km² (2,6 mi²) z toho je souš a 0,38 % je voda.

## Demografie

### 2010
Podle sčítání lidu z roku 2010 zde žilo 7 044 obyvatel.

#### Rasové složení
- 96,2% Bílí Američané
- 0,1% Afroameričané
- 0,8% Američtí indiáni
- 0,3% Asijští Američané
- 0,0% Pacifičtí ostrované
- 0,6% Jiná rasa
- 2,0% Dvě nebo více ras

Obyvatelé hispánského nebo latinskoamerického původu, bez ohledu na rasu, tvořili 2,5% populace.

### 2000
Při sčítání lidu v roce 2000 zde žilo 6851 obyvatel, 3084 domácností a 1751 rodin. Hustota populace byla 1005,8 obyvatel/km² (2 601,3/mi²). Bylo zde 3360 bytových jednotek s průměrnou hustotou 493,3/km² (1275,8/mi²). Ve městě žili z 96,39 % Bílí Američané, 0,31 % Afroameričané, 0,98 % Američtí indiáni, 0,50 % Asijští Američané, 0,60 % Jiná rasa a 1,23 % Dvě nebo více ras. Obyvatelé hispánského nebo latinskoamerického původu, bez ohledu na rasu, tvořili 2,16 % populace.
Bylo zde 3084 domácností, z toho 26,7 % mělo děti mladší 18 let, 43,8 % byli manželé žijící spolu, 9,1 % byly ženy bez manžela a 43,2 % nebyly rodiny. 37,5 % ze všech domácností byli jednotlivci. 15,6 % byl někdo žijící sám ve stáří 65 a více let. Průměrná velikost domácnosti byla 2,16 a rodiny 2,86 (člověka).
Populace se dále skládala z 22,7 % obyvatel mladších 18 let, 7,5 % ve stáří mezi 18 a 24 léty, 27,5 % mezi 25 a 44, 23,6 % mezi 45 a 64, a 18,6 % mělo 65 a více let. Střední věk byl 40 let. Na každých 100 žen připadalo 95,0 mužů. Na každých 100 žen ve věku 18 a více let zde připadalo 90,7 mužů.
Střední příjem domácnosti ve městě byl 28 980 $ a střední příjem pro rodinu byl 40 505 $. Muži měli střední příjem 26 619 $ oproti ženám s 18 684 $. Příjem na hlavu pro město činil 16 636 $. Okolo 5,6 % rodin a 12,1 % populace bylo pod hranicí chudoby, včetně 15,0 % z těch mladších 18 let a 10,4 % z těch s 65 a více lety.

## Místní historie
Livingston vznikl v roce 1882 jako důsledek plánování železniční společnosti Northern Pacific Railway, která se domnívala, že zde bude dobré umístění pro údržbu jejích parních vlaků před příjezdem do Bozemanské soutěsky, nejvyššího bodu na dráze (průměrně 5600 stop). Původně se jmenoval Clark City. Kromě toho se Livingston stal původní branou do Yellowstonského národního parku.
Livingston leží na řece Yellowstone River, která se zde ohýbá ze severu k východu směrem k městu Billings, a v sousedství mezistátní dálnice I-90.
Ačkoli je Livingston malé město, je zde mnoho turistických cílů. Krásně zrekonstruovaná železniční stanice Livingston Depot postavená v roce 1902 slouží dnes jako železniční muzeum (průměrně od května do září). Muzeum Yellowstone Gateway Museum dokumentuje historii regionu zahrnujíce divoký západ a historii Yellowstonu. Ve městě žil po dvě desetiletí skaut Calamity Jane a v této době sem také jezdili dobrodružní cestovatelé z Evropy. Dnes je město filmařskou lokací, natáčely se zde filmy (A River Runs Through It, The Horse Whisperer, Rancho Deluxe, a další), rybářskou destinací, železničním městem, a kolonií spisovatelů a herců. Herec Peter Fonda, Margot Kidder a hudebník Ron Strykert nazývají toto město svým domovem. Zpěvák a textař Jimmy Buffett se o Livingstonu zmínil v několika svých písních.
Ekonomika města vzkvétá, poměr nezaměstnaných je hodně pod národním a státním průměrem. Malá část zdejší pracovní síly dojíždí do Bozemanu, letoviska Chico Hot Springs (asi 25 mil jižně) a mnoha kempů a rančů v oblasti údolí Paradise Valley. Livingston je sesterské město s japonským městem Naganohara.